# عیسی بن مسکین
عیسی بن مسکین اِفریقی (۸۲۹م-۹۰۷م) فقیه مالکی، محدث، لغوی و شاعر تونسی در سدهٔ سوم قمری بود. در مغرب، همهٔ کتاب‌های سحنون را از خود او یادگرفت، در مصر و شام نیز دانش آموخت.